# Sonia Ursu-Kim
Sonia Ursu-Kim (ur. 24 lipca 1993 w Suczawie) – rumuńska koszykarka występująca na pozycji rzucającej, posiadająca także obywatelstwo Korei Południowej, obecnie zawodniczka Woori Bank.
22 czerwca 2017 została zawodniczką Ślęzy Wrocław. 27 lutego 2018 opuściła klub.
Jej ojciec jest południowokoreańskim inżynierem, natomiast matka Rumunką.

## Osiągnięcia
Stan na 27 stycznia 2020, na podstawie, o ile nie zaznaczono inaczej.
Drużynowe
- Mistrzyni Korei Południowej (2013)
- Zdobywczyni pucharu:
  - Azji (2013)
  - Korei Południowej (2013)
- Wicemistrzyni Rumunii (2016)
- Zwyciężczyni turnieju w Trutnovie (2017)[4]

Indywidualne
- Uczestniczka meczu gwiazd ligi:
  - rumuńskiej (2015, 2016)[5][6]
  - południowokoreańskiej (2020)[7]
- Zaliczona do (przez eurobasket.com):
  - I składu zawodniczek krajowych ligi rumuńskiej (2015)[5]
  - II składu ligi czeskiej (2017)[8]

Reprezentacja
- Mistrzyni Europy U–18 dywizji B (2010)
- Brązowa medalistka mistrzostw Europy U–16 dywizji B (2008)
- Uczestniczka:
  - mistrzostw Europy:
    - 2015 – 19. miejsce
    - U–20 (2011 – 16. miejsce)
    - U–18 (2011 – 12. miejsce)
    - U–20 dywizji B (2012 – 4. miejsce, 2013)
    - U–18 dywizji B (2009, 2010)
    - U–16 dywizji B (2008, 2009)

  - kwalifikacji do Eurobasketu (2013)